# Nemea Bank
 (février 2024).
Le contenu est difficilement compréhensible vu les erreurs de traduction, qui sont peut-être dues à l'utilisation d'un logiciel de traduction automatique.
 (août 2023).
Nemea Bank est une banque en ligne du pan-européen[Quoi ?], disposant ses services bancaires et d'investissement aux particuliers, aux entreprises, aux institutions et aux particuliers fortunés basés dans les 31 pays de l'Espace économique européen (EEE). Son siège social est à St Julian, à Malte.
Nemea Bank n’opère pas d’agences bancaires physiques, mais offre tous ses produits et services en ligne. Nemea Bank est reconnue pour avoir développé le produit de paiement instantané : le Nemea Instant Payment (NIP), permettant de faire des transferts d'argent mondialement, en temps réel, sans frais entre clients Nemea,. 
En avril 2016, Malta Financial Services Authority et la Banque centrale européenne mettent fin à l'activité de la banque à la suite d'irrégularités. En 2017 le fonds de compensation maltais a remboursé les dépositaires ayants droit dans les limites légales définies.[réf. nécessaire]

## Histoire
Nemea Bank a été fondée le 2 septembre 2008, établie de par sa licence en tant que banque UE-réglementée par la Malta Financial Services Authority (MFSA),. La Banque est un membre du Schéma de Protection des Déposants de Malte, qui est basé sur la directive européenne 94/19 relative aux systèmes de garantie des dépôts et protège les dépôts des clients jusqu'à hauteur de 100.000€ par client. Elle est également un membre du Schéma de Protection des Investisseurs de Malte.
Nemea Bank est détenue par sa société mère Nemea plc. Le principal actionnaire de Nemea plc est Nevestor SA, une société européenne d'investissement basée en Belgique. La banque est ultimement détenue conjointement par ses fondateurs Heikki Niemelä et Mika Lehto, qui sont tous deux banquiers finlandais. 
Le 14 février 2013, Nemea Bank a lancé ses premiers grands produits de dépôt pour les clients de détail et d'affaires. Ceux-ci comprennent une collection de produits de dépôt à court et à long terme ainsi que des services de gestion de trésorerie pour les petites et moyennes entreprises. Ces produits ont été augmentés pour couvrir huit options de dépôt à terme, de période de 1 mois à 5 ans, en juillet 2014,,,.

## Modèle d'affaires
Nemea Bank est une banque exclusivement en ligne; elle n’opère pas d’agences bancaires, ses clients souscrivent  et gèrent l'ensemble de leurs produits et services grâce à une plateforme de services bancaires en ligne. En tant que banque en ligne, Nemea fonctionne avec des coûts et des frais généraux inférieurs à la base des coûts relatifs des banques traditionnelles.
Nemea Bank produit ses rentrées en générant des intérêts, des frais et des commissions, en plus des sources de revenus financiers. Lorsque les clients virent et déposent de l’argent à la Banque, leur fonds sont investis par la banque sous forme de prêts, de dépôts, d’autres instruments à revenus fixes et autres titres à faible risque générant des revenus pour la banque.
Nemea Bank offre ses produits et services à des clients dans tous les 31 pays de la zone UE/EEE en vertu du régime de"passeport unique" de l'Union européenne, un système qui permet aux opérateurs de services financiers légalement établis dans un État membre de l'UE/EEE d'établir et de fournir leurs services dans tous les autres États membres.
Nemea Bank fournit ses services à la clientèle et sa communication en 7 langues : français, anglais, espagnol, italien, grecs, néerlandais et finnois.